# Железный телохранитель
«Железный телохранитель» (кит. трад. 大刀王五, палл. Да Дао Ван У, буквально: «Большое Лезвие Ван У», англ. Iron Bodyguard) — гонконгский фильм 1973 года режиссёров Чжан Чэ и Пао Сюэли, снятый по сценарию Ни Куана.

## Сюжет
Когда легендарный фехтовальщик Ван У по прозвищу Большое Лезвие бросает вызов властям на аресте группы мужчин, когда виновен только один из них, его удачное для невиновных вмешательство привлекает внимание мыслителя Тань Сытуна. Позже, когда Ван У подвергается нападению, Тань помогает ему, тем самым создав возможность для разговора. Тань является реформатором, но есть те, кто выступает против таких людей, и Ван знает это. Сытуну удаётся подружиться с фехтовальщиком и заручиться его поддержкой. Вскоре друзей настигает опасность из-за реформаторских усилий.

## В ролях
| Актёр         | Роль                   |
| ------------- | ---------------------- |
| Чэнь Гуаньтай | Большое Лезвие Ван У   |
| Юэ Хуа        | Тань Сытун             |
| Лили Ли       | сестра Сытуна          |
| Бетти Бэй     | Цзинь Чухуа            |
| Дэнни Ли      | Ху Ци                  |
| Лу Ди         | Железный Кулак Янь Фэн |
| Тун Линь      | генерал Чун            |
| Цзян Дао      | Пэй Фэн                |
| Цзян Нань     | Вэнь Пин               |
| Гу Вэньцзун   | Кан Ювэй               |
| Дин Сэк       | Лян Цичао              |
| Лам Фун       | реформист в тюрьме     |
| Ло Локлам     | реформист в тюрьме     |
| Вон Чхинхо    | реформист в тюрьме     |
| Лэй Саукхэй   | реформист в тюрьме     |
| У Чицинь      | Дун Гу                 |
| Лэй Пханфэй   | чиновник               |
| Ван Гуанъюй   | человек У              |
| Лэй Лун       | человек У              |
| Чён Кинпо     | нанятый боец Фэна      |
| Пао Цзявэнь   | нанятый боец Фэна      |
| Сам Лоу       | друг Сытуна в борделе  |
| Лоу Вай       | нанятый боец Фэна      |
| Ли Минлан     | друг вора              |
| Рики Хёй      | вор                    |

## Съёмочная группа
- Компания: Shaw Brothers
- Продюсер: Шао Жэньлэн
- Режиссёр: Чжан Чэ, Пао Сюэли
- Сценарист: Ни Куан[кит.]
- Ассистент режиссёра: Чжун Лян, Чён Кинпо
- Постановка боевых сцен: Тан Цзя[кит.], Лю Цзялян
- Художник: Джонсон Цао
- Монтажёр: Куок Тхинхун
- Грим: У Сюйцин
- Оператор: Юнь Тинпон
- Композитор: Фрэнки Чань[кит.]